# Tomb of the Mask
Tomb of the Mask est un jeu vidéo d'action développé par Happy Mangenta et édité par Playgendary, sorti en 2016 sur iOS et Android.

## Système de jeu
Tomb of the Mask consiste à traverser les labyrinthes tout en évitant les ennemis.Il existe deux modes de jeu:mode carte et mode arcade
le mode carte consiste à traverser des niveaux tout en évitant les ennemis, et en collectant des points, des pièces et des étoiles.
le mode arcade consiste à traverser le plus loin possible dans des zones et des zones secrètes tout en évitant également les ennemis et de collecter des pièces et des points

### Ennemis
Les ennemis sont des dangers que le joueur doit les éviter.Il existe 10 ennemis:
| Nom                | comportement | première apparition | conseil                                                     | notes |  |
| ------------------ | --- | ------------------- | ----------------------------------------------------------- | --- |  |
| Pointes            | tuent le joueur au contact                                                                                             | Niveau 2            | éviter tout contact avec l'ennemi                           | premier ennemi du mode carte, il apparait dans la première zone du mode arcade |  |
| Lave               | monte progressivement jusqu'à qu'il touche le joueur                                                                   | Niveau 4            | monter rapidement vers le haut                              | principal ennemi du mode Arcade, il est plus lent dans le mode carte |  |
| Pointes cachées    | sortent leurs pointes une fois le joueur entré en contact                                                              | Niveau 5            | se déplacer rapidement avant que les pointes sortent        | les pointes cachées possédaient une apparence similaire que les pointes, à l'exception de la couleur du labyrinthe qu'ils possèdent dans les anciennes versions du jeu , mais l'apparence a été modifié pour les différencier dans les versions récentes |  |
| Chauve-souris      | se déplacent horizontalement ou verticalement                                                                          | Niveau 10           | planifier leurs mouvements et éviter tout contact           | |  |
| Singe              | apparaissent en haut de l'écran, jetant leurs noix de coco peu de temps après                                          | Niveau 13           | esquiver les noix de cocos                                  | leurs noix de coco sont les seuls éléments soumis à la gravité. Il est plus difficile de les éviter dans le mode arcade, car l'écran est fixe. |  |
| Piège à fléchettes | tirent des flèches mortels à sens uniques                                                                              | Niveau 16           | réagir uniquement après leur tir                            | |  |
| Poisson            | se gonflent pour devenir plus gros et mortel au contact                                                                | Niveau 20           | se déplacer uniquement losque'ils sont inactifs             | Est inofensif s'il est inactif |  |
| Scie circulaire    | poursuivent le joueur une fois activé                                                                                  | Niveau 24           | se déplacer rapidement jusqu'à que un bloc solide est formé | apparaissent uniquement dans une des deux zones secrètes du mode arcade |  |
| Serpent            | clignotent un bloc, puis surgissent verticalement ou horizontalement, provoquant des secousses et bloquent les chemins | Niveau 44           | attendre qu'ils passent et disparaissent                    | dernier ennemi du mode carte, il peuvent apparaitre rarement dans le mode arcade horizontalement |  |
| piège à tuyaux     | s'accrochent aux murs, bloquant les chemins et tuent le joueur au contact                                              | N/A*                | esquivez les à l'avance                                     | il est le seul ennemi à ne pas apparaitre en mode carte, apparaissant uniquement dans une des zones secrètes du mode arcade, où le joueur peut se déplacer uniquement gauche et droite.                                                                  |  |

N/A*:n'apparait pas en mode carte
Sur les 10 ennemis du jeu, seul le piège à tuyaux n'apparait pas en mode carte.

### Objets
Les objets à collectionner sont des objets que le joueur doit collecter dans les parties.
Il existe 4 objets à collectionner:
| Nom            | but | notes                                                                            |  |
| -------------- | --- | -------------------------------------------------------------------------------- |  |
| Points         | augmentent le score d'un partie de mode arcade et permet de obtenir un bouclier ou des pièces à la fin de chaque niveau du mode carte | peuvent être transformés en pièces si le power up coin addict est activé         |  |
| pièces         | monnaie du jeu |                                                                                  |  |
| doubles pièces | donnent 2 pièces | peut apparaitre uniquement si le joueur est abonné à l'abonnement payant Premium |  |
| crâne          | compteur de score pour les Tomb league                                                                                                | apparait uniquement lors des Tomb League dans les modes carte et arcade          |  |

### Powers ups
Les powers ups sont des mise sous tensions qui sont trouvés dans le mode arcade. Il en existe 5:
| Nom              | effet                                                                                  | notes |  |
| ---------------- | -------------------------------------------------------------------------------------- | --- |  |
| Bouclier         | protège le joueur des ennemis pendant 30 secondes et se détruit au contact d'un ennemi | Il peut être activé en appuyant 2 fois sur l'écran. Il est le seul power up qui est présent en mode carte. |  |
| Coin addict      | transforme les points proches en pièces                                                | |  |
| Gel              | gèle le labyrinthe et la plupart des ennemis                                           | La lave s'immobilise mais peut tuer le joueur au contact, les chauves souris, les serpents, les pièges à tuyaux peuvent être détruits au contact, les singes n'apparaitront pas pendant toute la durée du gel, les pièges à fléchettes et pointes cachées sont inactifs, le poisson globe restera inactif toute la durée du power up, les scies circulaires et pointes ne sont pas affectés par le power up |  |
| Aimant           | attire tous les points et pièces proches du joueur                                     | |  |
| booster de score | ajoute 5 au multiplicateur de score                                                    | |  |

Les powers ups peuvent avoir un niveau qui peut être amélioré dans la boutique.
Des tâches sont aussi disponibles pour gagner des pièces qui permettront, au fur et à mesure d'en accumuler, pouvoir acheter des masques que l'on trouve dans le magasin ou d'augmenter la durée de power-ups en arcade. On trouve également des pièces dans les niveaux et en arcade. Les masques permettent de bénéficier de bonus spécifiques dans les niveaux et surtout en arcade.

## Accueil
- TouchArcade : 4,5/5[2]